# Vindeboder
Vindeboder er et historisk område omkring Hvidovre, sandsynligvis på Harrestrup åmundings vestside. I Roskildebispens Jordebog fra omkring 1376 nævnes "Windebothe" i Hvidovre, som hentyder til vendiske bosættelser, der opstod i kølvandet på venderkrigene (1135-1169), hvor angribere fra det slaviske folkeslag forsøgte at indtage Roskilde. Efter at venderne var slået tilbage, blev nogle af dem boende i mere fredelig hensigt, og nogle har givetvis ernæret sig ved handel, hvorfra "boder" i navnet stammer. Fra den tid stammer mange stednavne, som angiver vendiske bosættelser.
Vindeboder syd for det nuværende København har ligget et sted, man kunne sejle til. Den har været en af adskillige små eller større handelspladser på begge sider af Øresund. Fra Hvidovre har man dengang kunnet se den anselige Tårnby Kirke, der oprindelig hørte under biskoppen i Lund – et eksempel på den tids tætte kontakter på tværs af Øresund. Der kendes mange andre vindeboder (venderboder) fra andre steder i landet, hvor venderne har haft handelspladser.